# 알략산드르 흘레프
알략산드르 파울라비치 흘레프(벨라루스어: Алякса́ндр Па́ўлавіч Глеб, 러시아어: Алекса́ндр Па́влович Глеб 알렉산드르 파블로비치 글레프[*], 벨라루스어 발음: [alʲakˈsand(a)r ˈɣlʲɛp], 1981년 5월 1일~)는 벨라루스의 축구인이다. 선수 시절 공격형 미드필더, 윙어로 활동했다.
1998년 FC 디나모-주니 민스크에서 프로 선수 경력을 시작한 후 FC 바테 보리소프, VfB 슈투트가르트, 아스널 FC, FC 바르셀로나, 겐츨레르비를리이 SK 등에서 활동했다. 2001년 벨라루스 축구 국가대표팀에 데뷔했고 벨라루스 대표팀에서 총 80경기에 출전해 6득점을 기록했다.
대한민국에서는 벨라루스어 성 '흘레프(벨라루스어: Глеб)'를 로마자 그대로 읽은 알략산드르 흘렙, 이름 '알략산드르'를 영어식 '알렉산더'로 읽은 알렉산더 흘레프 또는 알렉산더 흘렙(영어: Alexander Hleb)으로도 알려져 있다.

## 구단 경력
1998년 디나모 주니 민스크에서 데뷔한 후 2019년까지 프로 통산 610경기 46골을 기록하며 바테 보리소프의 벨라루스 프리미어리그 6회 우승, VfB 슈투트가르트의 2002년 UEFA 인터토토컵 우승, 아스널 FC의 2006-07년 UEFA 챔피언스리그 준우승, 2006-07년 EFL컵 준우승, FC 바르셀로나의 2008-09 시즌 트레블 달성(라리가 2008-09 우승, 2008-09년 코파 델 레이 우승, 2008-09년 UEFA 챔피언스리그 우승), 버밍엄 시티의 2010-11년 EFL컵 우승 등의 굵직한 업적들을 이뤄냈지만 아쉽게도 바르셀로나 시절에는 2008-09 시즌 36경기에 출전한 이후 2009-10 시즌부터 2011-12 시즌까지 단 1경기도 출전 기회를 얻지 못한 채 VfB 슈투트가르트, 버밍엄 시티, VfL 볼프스부르크 등에서 임대 선수로 뛰다가 2011-12 시즌 종료 후 FA로 풀림과 동시에 바르셀로나와 결별한 뒤 친정팀인 바테 보리소프로 복귀했으며 2019년 이슬로크 민스크 라이온을 끝으로 2020년 은퇴를 선언했다.

## 국가대표팀 경력
2000년부터 2004년까지 벨라루스 U-21 대표팀의 일원으로 24경기 5골을 기록했고 2001년 벨라루스 A대표팀 소속으로 웨일스와의 친선 경기에서 국제 A매치 데뷔전을 치렀으며 2002년 4월 17일 헝가리와의 친선 경기에서 A매치 데뷔골을 신고했다.
이후 같은 해에 열린 우크라이나와의 2002년 LG컵 결승전에서 결승골을 터뜨리며 팀의 국제 대회 사상 첫 우승을 이끌었고 2008년 몰타 4개국 친선 축구 대회에서도 팀의 우승의 주역으로 활약하는 등 4개국 친선 대회에서만 2번의 우승을 맛보았다.
그 뒤 카자흐스탄과의 2010년 FIFA 월드컵 유럽 지역 예선 6조 4차전에서도 후반 3분 동점골을 터뜨리며 팀의 5-1 승리를 뒷받침했으며 A매치 통산 80경기 6골을 기록한 뒤 2019년 국가대표팀 유니폼을 반납했다.

## 개인사
동생인 뱌차슬라우 흘레프 또한 축구 선수이다.

## 수상 내역
FC 바테 보리소프
- 벨라루스 프리미어리그 : 우승 (1999, 2012, 2013, 2015, 2016, 2018)

 VfB 슈투트가르트
- UEFA 인터토토컵 : 우승 (2002)

 아스널 FC
- UEFA 챔피언스리그 : 준우승 (2006-07)
- EFL컵 : 준우승 (2006-07)

 FC 바르셀로나
- 라리가 : 우승 (2008-09)
- 코파 델 레이 : 우승 (2008-09)
- UEFA 챔피언스리그 : 우승 (2008-09)

 버밍엄 시티 FC
- EFL컵 : 우승 (2010-11)

 벨라루스
- LG컵 : 우승 (2002)
- 몰타 국제 친선 축구 대회 : 우승 (2008)

개인
- 벨라루스 올해의 선수 : 2002, 2003, 2005, 2006, 2007, 2008
- 아스널 이달의 선수 : 2005년 8월
- 독일 키커지 선정 올해의 팀 : 2004-05 (VfB 슈투트가르트)